# Anthophora femorata
Anthophora femorata är en biart som först beskrevs av Olivier 1789.  Anthophora femorata ingår i släktet pälsbin, och familjen långtungebin. Inga underarter finns listade i Catalogue of Life.